# Bassin des yachts à Sainte-Anne, Anvers
Bassin des yachts à Sainte-Anne, Anvers est un tableau réalisé en 1903 par le peintre français Othon Friesz.
Dans des anciens inventaires le tableau a été cité comme   Bassin avec barques de pêche ou  Vue de Hollande

## Description
Cette peinture à l'huile sur toile représente les bords de l'Escaut, rive gauche, du quartier Sint-Anna à Anvers. En arrière-plan, sur l'autre rive, pointe la silhouette de la cathédrale Notre-Dame d'Anvers.

## Histoire
Othon Friesz a peint ce tableau lors de son deuxième voyage à Anvers en 1906. 
Le tableau a été acquis par Charles-Auguste Marande. Il a été légué en 1936 à la ville du Havre. Il est aujourd'hui conservé au musée d'Art moderne André-Malraux,.